# اپیسترول
اپیسترول (به انگلیسی: Episterol) با فرمول شیمیایی C۲۸H۴۶O یک ترکیب شیمیایی با شناسه پاب‌کم ۴۷۲۰۵۱۰۳ است. که جرم مولی آن ۳۹۸٫۶۶ g/mol می‌باشد. 